# Vehkajärvi, Norrbotten
Vehkajärvi är en sjö i Pajala kommun i Norrbotten och ingår i Torneälvens huvudavrinningsområde. Sjön har en area på 0,107 kvadratkilometer och ligger 171 meter över havet. Sjön avvattnas av vattendraget Armasjoki (Puostijoki).

## Delavrinningsområde
Vehkajärvi ingår i det delavrinningsområde (741858-182725) som SMHI kallar för Ovan Vaarantakassenoja. Medelhöjden är 170 meter över havet och ytan är 29,07 kvadratkilometer. Det finns inga avrinningsområden uppströms utan avrinningsområdet är högsta punkten. Armasjoki (Puostijoki) som avvattnar avrinningsområdet har biflödesordning 2, vilket innebär att vattnet flödar genom totalt 2 vattendrag innan det når havet efter 121 kilometer. Avrinningsområdet består mestadels av skog (46 procent) och sankmarker (52 procent). Avrinningsområdet har 0,16 kvadratkilometer vattenytor vilket ger det en sjöprocent på 0,5 procent.